# ساحة تيان آن من

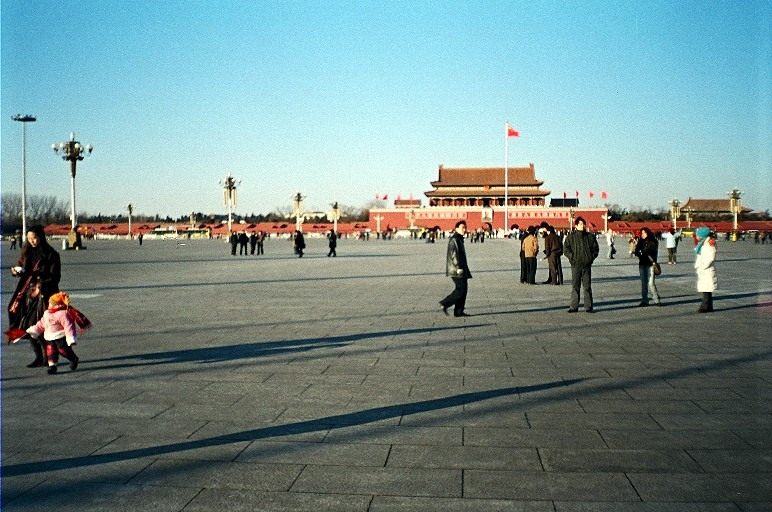
ساحة تيان آن من

ساحة تيان آن من أو ميدان السماء (天安門廣場; 天安门广场) ساحة تقع في وسط بكين عاصمة الصين، مساحة الميدان تصل إلى 440 ألف متر مربع، مما يجعلها أكبر ميدان من حيث المساحة في العالم.

## تاريخ
بُني لأول مرة في 1417 وسُمّي بـ (تشينتيان مَن) وتعنى بوابة التعاقب السماوى، كان مخصصا للمناسبات الرسمية باعتباره جزءا من المدينة الامبراطورية. في نهاية عهد أسرة مينغ الملكية، تعرض هذا الميدان لدمار كبير بسبب الحرب. وبعد إعادة بنائه في عام 1651 بعهد أسرة تشينغ الملكية أُطلق عليه اسم (تيان آن من) واعتبر بوابة الدخول الرئيسية للمدينة الامبراطورية، التي كانت المقر الرسمي للأعمال الحكومية ومقر سكن الإمبراطور والمسئولين الرئيسيين بالحكومة وحاشيتهم. وما زالت الأجزاء الجنوبية لسور المدينة قائمة حتى الآن على جانبي البوابة.
سقف المنصة باللون الذهبي، والحائط باللون الأحمر. يحتوي منتصف الميدان علي النصب التذكاري لأبطال الشعب، أما في شرق الميدان فيقبع متحف الثورة، وفي غربه يقع المتحف التاريخي، وقاعة الشعب الكبري.

## أحداث في الميدان
في 1 أكتوبر عام 1949، وقف الزعيم الصينى الراحل ماو تسي تونغ على منصة هذا الميدان وأعلن قيام جمهورية الصين الشعبية، ومنذ ذلك الحين أصبح ميدان تيان آن مَن، رمزا للصين الجديدة.
في عام 1988 فُتحت منصة الميدان امام الناس لأول مرة، وأصبحت مكانا رائعا يمكن للواقف فوقه ان يرى منظرا واسعا ورائعا للميدان ولما يجاوره من مدينة بكين. يجذب هذا الميدان حاليا ملايين الزوار من كل أنحاء العالم. في الجزء الشمالي من الميدان، هناك ساحة واسعة جدا تصل لـ 44 هكتارا، وتتسع لنحو مليون شخص، تقام فيها الاحتفالات والتجمعات العامة.
جرت فيها مظاهرات ساحة تيانانمن الشهيرة. حالياً يحتضن الميدان في موقع بارز منه صورة كبيرة للزعيم ماو، ويرفع فيه شعار «لتعش الوحدة الكبرى لشعوب العالم».

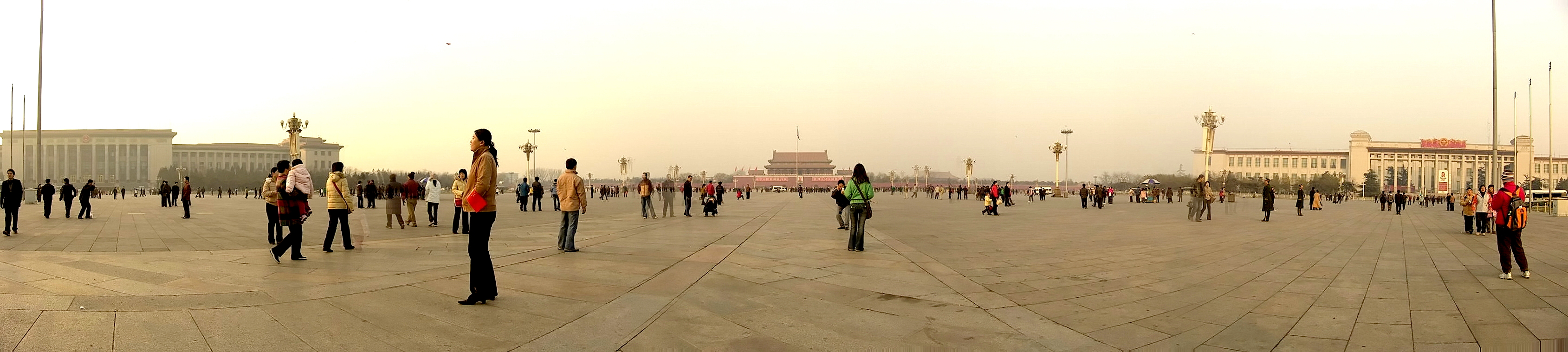
ساحة تيانانمن